# Национальный университет обороны (Монголия)
Национальный университет обороны Монголии имени Сухэ-Батора (монг. Дамдин Сүхбаатарын Батлан хамгаалахын их сургууль. MNDU) — государственный монгольский военный университет , расположенный в Улан-Баторе. Готовит специалистов высшего военного и гражданского образования. Главное и старейшее военное учреждение Монголии в области образования.
Играет ключевую роль в подготовке профессиональных военных кадров страны.

## История
Основан в сентябре 1921 года. Первоначально был создан как Школа командиров Монгольской народной армии по инициативе Сухэ-Батора, одного из основателей Монгольской народно-революционной партии. Первыми руководителями школы были советский специалист П. Мхалпинин и монгольский режиссёр Л. Дзузав.
- С сентября 1921 по сентябрь 1923 г. — Школа командиров Монгольской народной армии,
- С сентября 1923 по май 1932 г. — Общевойсковое общее военное училище,
- С мая 1932 по июнь 1967 г. — Общее военное высшее училище,
- В 1967—1991 г. — Объединённое высшее военное училище,
- В 1991—1999 г. — Военный университет Монголии,
- В 1999—2017 г. — Университет обороны Монголии,
- С 2017 г. — Национальный университет обороны Монголии.

## Структура
В составе Монгольского национального университета обороны — шесть военных подразделений: 
- Национальный научно-исследовательский институт обороны,
- Национальный институт управления обороной,
- Общее военное училище,
- Военно-музыкальный институт,
- Военный образовательный институт
- Военная академия.

Университет обороны предлагает 13 военных и 11 гражданских дисциплин и имеет право присуждать степени доктора, магистра и бакалавра.
Монгольский национальный университет обороны отправляет иностранных студентов или осуществляет академический обмен с военными академиями Китая, России, США, Германии, Японии, Великобритании, Южной Кореи, Турции и других стран.